# 維港巨星匯
維港巨星匯（Harbour Fest）是香港於2003年經歷SARS疫症後，由香港美國商會建議主辦，香港特區政府撥款1億港元舉辦的大型表演活動，包括香港及外地多位歌手及樂隊演出多場演唱會。巨星匯於2003年10月中至11月初，在香港島金鐘添馬艦露天場地舉行，唯因入場人次未如理想及政府經費的使用問題，引來輿論批評。政府其後需成立獨立小組調查事件，香港立法會亦曾為此進行聆訊。

## 背景
2003年3月至5月期間，由廣東開始爆發，並率先擴散至香港乃至全球的沙士事件，當時香港死了近三百人，為全球之冠，事件嚴重打擊香港旅遊業，特區政府于同年5月5日決定成立重建經濟活動小組、並且預算投入10億元公帑振興經濟。當中包括贊助1.2億元予香港足球總會邀請西班牙勁旅皇家馬德里球隊到訪香港、補貼4,400萬元予利物浦亞洲之旅及主辦多項文化和娛樂活動，「維港巨星匯」則是作為振興香港經濟重點項目之一。
「維港巨星匯」安排混亂。首先於2003年10月10即維港巨星匯揭幕前一週，投資推廣署署長盧維思宣佈作為壓軸表演之滾石樂隊取消抵港；孰料隔不了數日滾石樂隊透過外國通訊社又宣佈如期抵港，連盧維思和詹康信也很茫然，反而是由媒體獲悉。盧維思稍後並宣稱政府補貼金額由原來8,000萬元增至1億元。稍後大會宣稱部分香港歌手容祖兒、謝霆鋒和許志安辭演，最後由署理行政長官曾蔭權介入，斡旋辭演歌手重新表演，並且派送同年10月24日表演門券、以及加強宣傳。
事件卻並未因而平息，在香港媒體指這次主辦維港巨星匯之協辦商全部都是新成立公司，缺乏經驗，矛頭直指向美國商會主席詹康信，連承辦商都是詹康信名下私人公司。同時投資推廣署署長盧維思更把維港巨星匯5年專利經營權連版權一併判予詹康信名下私人公司，事前卻未有知會立法會，令外界譁然。
時任財政司司長長唐英年于2003年11月15日向立法會財務委員會提交了財務數據，並於2004年1月完成賬項審核報告，詳細說明在維港巨星匯裏特區政府補貼之1億元公帑是否用得其所。這場風波凸顯出政府官員監管不力，尤其是把一些合約外判之後未能給予適當監管，導致項目未能達致預期效果。

## 演出藝人
| 日期（2003年）   | 演出藝人                                                      |
| ---------------- | ------------------------------------------------------------- |
| 10月17日         | Prince、莫文蔚                                                |
| 10月18日（日場） | 一家親同樂日                                                  |
| 10月18日（夜場） | Craig David                                                   |
| 10月19日（日場） | 一家親同樂日                                                  |
| 10月20日         | Jose Carreras、Charlotte Church、香港管弦樂團                 |
| 10月24日         | t.A.T.u.、Twins                                               |
| 10月25日         | Westlife、Energy、許慧欣                                      |
| 10月26日         | Air Supply、陳奕迅、鄭中基                                    |
| 10月30日         | Gipsy Kings、Danny Diaz、李孝利                               |
| 10月31日         | 亞洲人氣偶像之夜：梁詠琪、鄭希怡、Boy'z、盧巧音、Shine、SE7EN |
| 11月1日          | Santana、許志安                                               |
| 11月2日          | Gary Valenciano                                               |
| 11月6日          | Neil Young、Michelle Branch                                   |
| 11月7日          | 滾石樂隊                                                      |
| 11月9日          | 谢霆锋、容祖儿、滾石樂隊                                      |

## 爭議
然而，香港美國商會馬虎了事和政府對活動監管不力，導致活動舉辦期間出現很多混亂情況，負面新聞不斷，政府付出了1億元，活動卻未能達到預期的效果。多個表演者先後宣佈辭演，多個贊助商退出，引來傳媒和議員廣泛批評。

### 辭演風波
多名歌手和樂隊先後宣佈辭演，令到活動雪上加霜：
- 10月9日，香港歌手梅艷芳宣佈辭演。
- 10月10日，美商會宣佈滾石樂隊辭演，但10月14日，滾石樂隊又決定依約抵港表演。[6]
- 10月15日，韓國組合Fly To The Sky及S宣佈辭演。
- 10月16日，香港歌手譚詠麟及張學友宣佈辭演。
- 10月22日，Atomic Kitten宣佈因病辭演，因為成員中的Natasha Hamilton患上感冒，喉嚨及胸部均受感染，而未能參與演出，故其表演則改由Twins和t.A.T.u.取代，當日所有門票免費派發。[7]

### 活動反應差，政府蝕大本
首場於10月17日舉行，由美國創作歌手Prince演出的音樂會入場率只有30%，主辦機構更拆去地下觀眾席約2,000個座位。
11月7日滾石樂隊的首場表演，反應較為熱烈，觀眾包括到香港出席美國《商業周刊》年會的前美國總統克林頓，當時的行政長官董建華及盧維思等。
另外，由於有政府資助，承辦商便沒有顧及政府的利益，不以商業原則來售賣門票，如市民能從很多渠道獲得免費贈券，部份公營機構如醫院管理局員工亦獲得免費門票，使門票銷情更不濟。
為了使入座率提高，美商會則以派發更多贈券的方式來製造萬人空巷的假象，結果成了惡性循環。最終，活動虧蝕了超過1億元，用盡政府的1億元補貼。另外，美商會獲得維港巨星匯的商標、電視特輯的獨家製作權及版權，有效期直到2008年，也引來官商勾結的指控。有關的電視節目於2004年5月在香港和世界各地播放，但收視率並不佳。後來，美商會在2005年決定提早將有關權利交回香港政府。

## 調查
2003年8月起，香港各傳媒開始出現有關維港巨星匯的負面報道，而由於維港巨星匯舉行期間出現多項爭議，10月底，香港審計署展開帳目審查，探討政府籌劃、監察和推行巨星匯的角色，審計報告於2004年4月21日提交予立法會。2003年11月5日，行政長官董建華亦委任獨立調查小組，對巨星匯事件進行調查。小組於同年12月12日成立。
2004年5月，立法會對維港巨星匯事件展開聆訊。6月，立法會報告披露，香港廉政公署亦對事件展開調查。立法會帳目委員會則批評作為投資推廣署署長的盧維思在事件上失職。同年9月，公務員事務局就事件中盧維思的責任問題展開紀律研訊。研訊在2005年10月完成，盧維思被罰160,000港元，他則向行政長官提出上訴，曾蔭權把上訴交由政務司司長許仕仁處理。2007年1月，盧維思的上訴被駁回，但盧維思隨即入稟高等法院，提出司法覆核。2008年7月4日，法院判處盧維思勝訴，推翻政府的紀律研訊結果。2008年2月25日至7月4日的審訊其間，盧維思揭發唐英年曾在內部會議中認為事件中沒有人失職，但在盧維思面臨紀律聆訊前，卻要求從內部會議紀錄中刪除自己有關的言論，被夏正民法官形容為「玩政治花招」。盧維思隨後在司法覆核中勝訴。有立法會議員認為，事件涉誠信問題，要求唐英年交代。
維港巨星匯由籌備至完成也問題多多，政府和美商會被批評監管不力，維港巨星匯獨立調查小組報告的批評大致如下：
- 多場門票滯銷
- 部份樂隊酬金過高
- 部份表演者取消抵港
- 部份表演者不合香港人口味
- 經費使用問題，美商會把政府1億元補貼金額完全用盡
- 美商會主席詹康信以其私人公司承辦活動
- 籌備過程行政混亂
- 本地演唱會承辦商水準不足
- 活動公關及宣傳未如理想

## 盧維思反駁
在事件中備受指責的盧維思，於退休前著書《No Minister & No, Minister》，講述巨星匯風波的另一版本。盧在書中批評當時重建經濟活力策略小組的幾位問責官員失職，包括財政司司長梁錦松、經濟發展及勞工局局長葉澍堃、工商及科技局局長唐英年、財經事務及庫務局局長馬時亨和民政事務局局長何志平。調查開始時，唐英年接替梁錦松作財政司司長不久，成為下屆行政長官熱門人選，即企圖擺脫自己在巨星匯中的責任。盧認為調查事件是為了打擊時任政務司司長曾蔭權，因為盧是曾的好朋友，故他要求曾不要出手相救，以免牽涉其中。他也批評，負責調查的公務員事務局局長王永平沒有要求小組內的問責官員負責，卻要擔任秘書、身為公務員的自己作代罪羔羊。

## 註腳
1. ↑  盧維思出書談維港巨星匯 矛頭直指唐英年 的存檔，存档日期2011-11-13.星島環球網 2009-11-04
2. ↑  下月中旬開幕 維港音樂盛會 滾石樂隊獻藝[永久] 蘋果日報，2003年9月4日
3. ↑  .   [2016-05-18]. （原始内容存档于2004-10-30）.
4. ↑  .   [2016-05-18]. （原始内容存档于2009-09-23）.
5. 1 2 3  開場入座率僅三成 八千萬包底凍過水 巨星匯場面慘淡[永久] 蘋果日報，2003年10月18日
6. ↑  滾石樂隊門票銷情理想 的存檔，存档日期2007-09-27. 政府新聞網, 2003年10月15日
7. ↑  政府全力支持美國商會籌辦「維港巨星匯」 （页面存档备份，存于）, 政府新聞網, 2003年10月22日
8. ↑  全場近爆滿 克林頓董建華出席 滾石樂隊掀起巨星匯高潮[永久] 蘋果日報，2003年11月8日
9. ↑  “維港巨星匯”被指混亂 （页面存档备份，存于）, BBC Chinese, 2003年10月22日
10. ↑  盧維思擬與政府打官司[永久] 蘋果日報，2007年1月27日
11. ↑  盧維思被罰司法覆核勝訴 的存檔，存档日期2008-08-01. - 明報 2008年7月4日, 2008年8月23日 索取
12. ↑  盧維思：裁決還他清白 的存檔，存档日期2008-08-01. - 明報 2008年7月4日, 2008年8月23日 索取
13. ↑  盧維思勝訴 洗脫「失職」法官：巨星匯紀律聆訊過程不合法 的存檔，存档日期2008-08-12. - 蘋果日報 2008年7月5日, 2008年8月25日 索取
14. ↑  盧維思上訴得直成功推翻被指失職裁決 （页面存档备份，存于） - 香港電台 2008年7月4日, 2008年8月25日 索取
15. ↑  盧維思獲判勝訴 李卓人要求檢討機制 的存檔，存档日期2014-02-28. - 香港電台 2008年7月4日, 2008年8月25日 索取
16. ↑  盧維思形容今次勝訴是香港法治的勝利 （页面存档备份，存于） - 香港電台 2008年7月4日, 2008年8月25日 索取
17. ↑  法庭：政府對盧維思的研訊沒有釐定舉證標準 （页面存档备份，存于） - 香港電台 2008年7月4日, 2008年8月25日 索取
18. ↑  政府不評論盧維思勝訴 （页面存档备份，存于） - 香港電台 2008年7月4日, 2008年8月25日 索取
19. ↑  盧維思成功翻案脫污名[] -  星島日報 2008年7月5日, 2008年8月25日 索取
20. ↑  盧維思稱無失職討回清白- 東方日報 2008年7月5日, 2008年8月25日 索取
21. ↑  維港巨星匯獨立調查小組報告 的存檔，存档日期2007-09-30., 香港政府, 2004年6月16日

## 外部連結
- 維港巨星匯獨立調查小組報告 香港政府
- 第42號報告書‧維港巨星匯 （页面存档备份，存于）香港立法會政府帳目委員會
- 「維港巨星匯」與香港文化 （页面存档备份，存于） 香港電台
- 「維港巨星匯」被指混亂 （页面存档备份，存于） BBC
- 盧維思擬與政府打官司[永久] 蘋果日報，2007年1月27日
- 維港巨星匯事件簿 蘋果日報，2007年1月27日
- 盧維思著書揭「巨星匯」孭鑊真相 星島日報，2009年4月14日